# Auguste Mercier
Pour les articles homonymes, voir Mercier.
Auguste Mercier (Arras, 8 décembre 1833 – Paris, 3 mars 1921) est un général français, ministre de la Guerre au moment de l'affaire Dreyfus.

## Carrière militaire
Il entre à l'École polytechnique à 19 ans, en 1852, 4e sur 106, et en sort deuxième en 1854. Il choisit l'artillerie. Nommé en 1856 sous-lieutenant au 13e régiment d'artillerie montée, puis en 1856, lieutenant au 2e régiment d'artillerie montée, puis au régiment d'artillerie à cheval de la Garde impériale. Lieutenant en premier en 1857, il est nommé capitaine au 18e régiment d'artillerie à cheval en 1860, au 12e en 1861, puis au 5e régiment d'artillerie à pied en 1862.
Lors de l'expédition du Mexique de 1862 à 1864, il est adjoint au général commandant le parc. Il dirige la fonderie lors du siège de Puebla. Il est récipiendaire de la Médaille du Mexique, chevalier de la Légion d'honneur (1863), chevalier de l'ordre de Notre-Dame de Guadalupe (1865), chevalier de l’ordre des Saints-Maurice-et-Lazare (1865). Il reçoit l’ordre de Charles III en 1869, pour avoir accompagné un général espagnol lors de l’exposition universelle de 1867.
Mercier participe aux combats autour de Metz, mais il est fait prisonnier de guerre. Libéré, il commande la 16e batterie du 6e régiment d'artillerie lors des combats contre la Commune : combats de Neuilly, de Courbevoie et d’Asnières. Il se distingue lors de la prise du fort d'Issy (il est fait à cette occasion officier de la Légion d'honneur) et lors des opérations de la Semaine Sanglante à Paris du 22 mai au 1er juin 1871.
Membre de la commission d’expérience de Calais. Chef d’escadron en 1872, au 27e régiment d'artillerie puis au 18e régiment d'artillerie. Il dirige l’école de pyrotechnie militaire de 1874 à 1880. Lieutenant-colonel en 1876, il est promu colonel en 1879. Il commande le 2e régiment d'artillerie de 1880 à 1884. Il est général de brigade en 1884 puis directeur des services administratifs au ministère de la guerre (1885-1886, puis 1888-1889). Il commande l’artillerie du 12e corps d'armée (1886-1888), avant de se voir promu général de division en 1889.
Il est nommé membre du comité technique de l’artillerie puis du comité des poudres et salpêtres et de la commission mixte des travaux publics. Il est nommé à la tête de la 3e division d'infanterie en 1890 et commandeur de la Légion d'honneur. En 1893, il est le commandant du  18e corps d'armée puis Ministre de la guerre de 1893 à 1895. Il est nommé grand officier de la Légion d'honneur (1895), grand officier du Nichan Iftikhar (décoration tunisienne, 1894), commandeur de l’Ordre du Soleil Levant (décoration japonaise, 1894), commandeur de 2e classe du Dannebrog (décoration danoise, 1894). À la tête du 4e Corps d'Armée de 1895 à 1894. Il devient membre du Conseil Supérieur de Guerre en 1898. Il est mis en réserve la même année.

## Parcours politique
Mercier est chargé du portefeuille de la Guerre en décembre 1893 dans le cabinet Casimir-Perier. Il succède à ce poste au général Julien Loizillon, lequel a remplacé, au début de l'année 1893, Charles de Freycinet. Sa réputation est celle d'un officier intelligent et réfléchi, qui passe pour républicain. C'est un franc-maçon. Il a épousé une anglaise protestante, ouvert aux idées libérales. Il est courtois, peu bavard, très énergique, doué d'une étonnante mémoire. 

Il conserve son poste en mai 1894 dans le cabinet Dupuy, ce qui lui donne probablement le sentiment d'être indispensable : « Il tranchait de tout, sec, hautain, d'une infatuation provocante, infaillible et sûr de son étoile ».
En août 1894, Mercier fait libérer par anticipation une partie du contingent ce qui lui vaut une campagne de presse de droite injurieuse qui l'accuse de couvrir « les Juifs et les espions ».

## Affaire Dreyfus

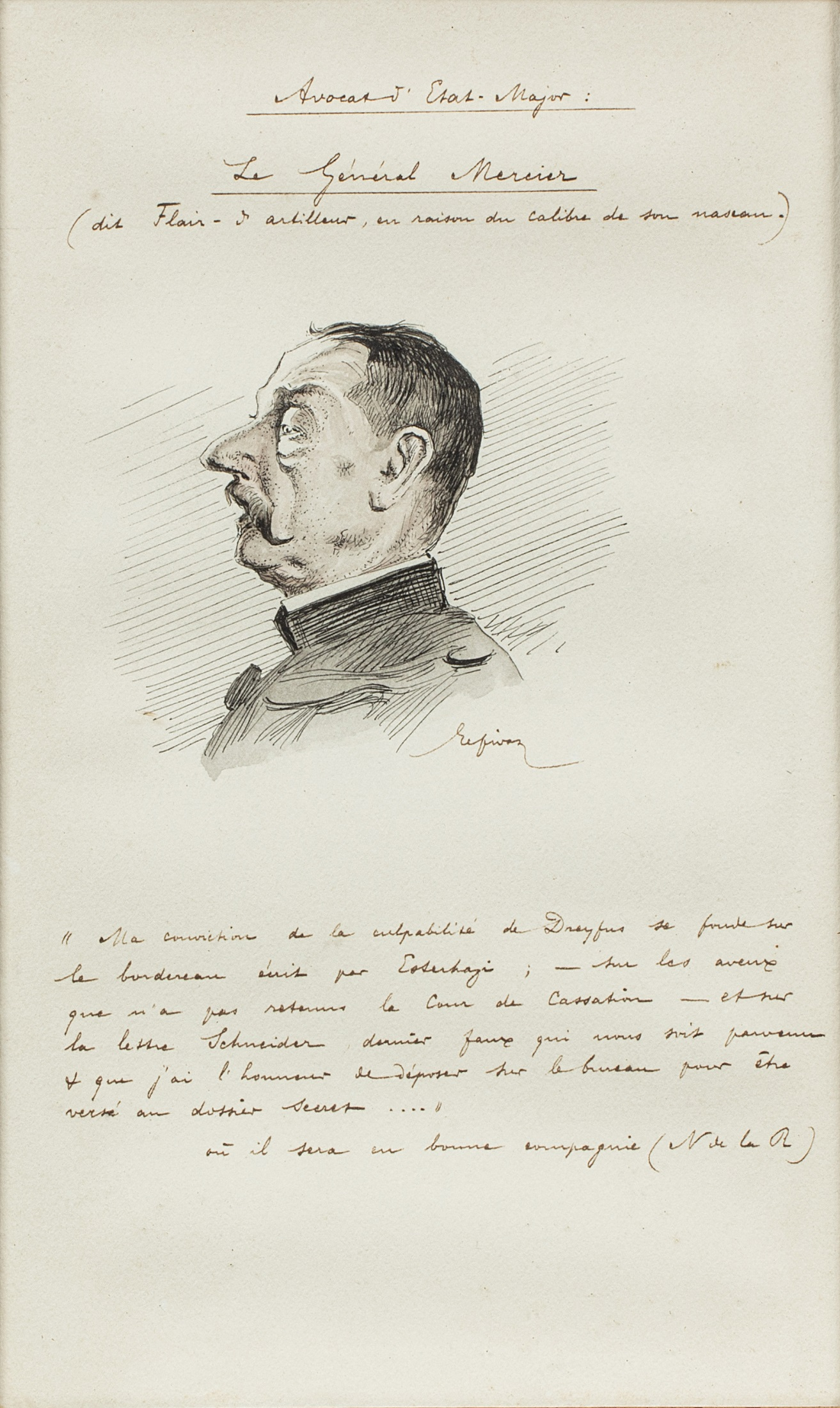
Émile Fivaz, Avocat d’État-Major : Le Général Mercier, 1899.

À l'été 1894, Mercier est avisé que la « section de statistique » (le contre-espionnage) avait intercepté ce qui allait devenir le « Bordereau ». Il comprend « que si le coupable est découvert, arrêté, condamné, il en tirera un profit politique ». De plus, il pourra « museler l’extrême droite et sa presse ». Il ordonne alors une enquête interne. Dès le 7 octobre, convaincu de tenir le coupable sur la seule base d'une expertise graphologique approximative d'Alphonse Bertillon, Mercier décide de la culpabilité de Dreyfus. Il ne variera jamais plus dans son opinion. Il sera pour Alfred Dreyfus le « criminel en chef ».
Lors du procès de Dreyfus, il exige la constitution et la communication, en toute illégalité, d'un dossier secret au Conseil de guerre. Dès Dreyfus condamné par le Conseil de guerre, il dépose un projet de loi rétablissant la peine de mort pour crime de trahison. Le 14 août, un incident l'oppose à Jean Casimir-Perier, président de la République, lors du premier Conseil de guerre : il traite le chef de l’État de menteur en soutenant la thèse de l'implication personnelle du Kaiser et de l'imminence d'une guerre avec l'Allemagne en janvier 1895. En février 1895, après une candidature malheureuse à la présidence de la République (trois voix), Mercier est remplacé au ministère de la Guerre par Émile Zurlinden. Il avait demandé la destruction du dossier Dreyfus, ce qui ne sera pas fait, ainsi que le silence à ses subordonnés au sujet de l'illégalité qu'il avait ordonnée. Il est alors nommé commandant de la 4e région et passe dans la réserve en 1898.
Dans J'accuse... !, Émile Zola n'a pas compris l'importance de son rôle et l'accusa simplement « de s'être rendu complice, tout au moins par faiblesse d'esprit, d'une des plus grandes iniquités du siècle ». Cité au procès Zola en février, « hautain, flegmatique, précis, dédaigneusement retranché dans la conscience de son infaillibilité, il déclara que Dreyfus était un traître qui avait été justement et légalement condamné »  et refusa de répondre sur l'existence de pièces secrètes. Auditionné en novembre 1898 par la Chambre criminelle de la Cour de cassation, dans le cadre de la procédure de révision du procès de 1894, Mercier réaffirme la culpabilité de Dreyfus. Il déclare à cet égard que la Chambre criminelle était achetée par le « Syndicat » dreyfusard.
En juin 1899, l'arrêt de la Cour de cassation place Mercier au bord de la mise en accusation par la Chambre (228 voix contre 277) mais il ne renonce pas : « Je ne suis pas un accusé, je reste un accusateur... » 
Au procès de Rennes, il se présente comme chef de file des antidreyfusards. Il annonce des révélations décisives à venir dans la presse nationaliste, comme l'existence d'un original du bordereau annoté par le Kaiser (Guillaume II d'Allemagne). Sa déposition devant le Conseil de guerre n'apporte aucun élément nouveau et il déclare : 

« Ma conviction depuis 1894 n'a pas subi la plus légère atteinte ; elle s'est approfondie par une étude plus complète de la cause ; elle s'est fortifiée enfin par l'inanité des résultats obtenus pour démontrer l'innocence du condamné, malgré le chiffre énorme des millions follement dépensés »

Fin 1899, une loi d'amnistie est votée par le Parlement, contre les oppositions farouches de Clemenceau et de Jaurès. « Le premier des criminels » est désormais à l'abri de toute poursuite. En janvier 1900, Mercier est élu sénateur nationaliste de Loire-Inférieure, siège qu'il conserva jusqu'en 1920.
En mars 1904, devant la Chambre criminelle de la Cour de cassation, Mercier accuse encore Dreyfus. À la veille de l'arrêt sans renvoi de la Cour de cassation, il est incapable d'apporter la moindre preuve « irréfutable » malgré les supplications de la presse antisémite et nationaliste. Le 13 juillet 1906, au Sénat, où il a été élu après avoir profité d'une amnistie qui le blanchit de ses crimes dans l'Affaire, il vote contre la réintégration de Dreyfus et du colonel Picquart dans l'armée. Il accuse en outre la Cour de cassation d'irrégularités. Le 29 juin 1907, devant 6 000 personnes à la salle Wagram, L'Action française lui offre une médaille d'or en souvenir de cette séance dans laquelle il avait « tenu tête aux parlementaires affolés ».
Mercier meurt à Paris le 3 mars 1921. Jusqu'à son dernier souffle, il ne cessera jamais de clamer la culpabilité de Dreyfus.

## Grades successifs
- 1856 : sous-lieutenant
- 1856 : lieutenant
- 1857 : lieutenant en premier
- 1860 : capitaine
- 1865 : capitaine en premier
- 1876 : lieutenant-colonel
- 1879 : colonel
- 1884 : général de brigade
- 1889 : général de division

## Distinctions et honneurs

### Décorations nationales
- Grand officier de la Légion d'honneur (1895)
  -  Commandeur de la Légion d'honneur (1890)
  -  Officier de la Légion d'honneur (1871)
  -  Chevalier de la Légion d'honneur (1863)
- Médaille commémorative de l'expédition du Mexique (1862) (1863)

### Décorations étrangères

#### Danemark
- Commandeur de l'ordre du Dannebrog (1894)

#### Espagne
- Ordre de Charles III (1869)

#### Italie
- Chevalier de l'ordre des Saints-Maurice-et-Lazare (1865)

#### Japon
- Commandeur de l'Ordre du Soleil levant (3ème classe) (1894)

#### Mexique
- Chevalier de l'ordre de Notre-Dame de Guadalupe (1865)

#### Protectorat français de Tunisie
- Grand Officier du Nicham Iftikar (1894)

## Filmographie
- 1995 : L'Affaire Dreyfus, d'Yves Boisset, par Jacques Dacqmine
- 2019 : J'accuse, de Roman Polanski, par Wladimir Yordanoff

## À  la télévision
Dans la mini-série  pour Antenne 2 Émile Zola ou la Conscience humaine  (1978) de Stellio Lorenzi, son rôle est joué par Yvon Sarray.